# جاك فالاهي
جاك فالاهي (بالإنجليزية: Jack Falahee)‏ هو ممثل أميريكي من مواليد 20 فبراير 1989. أشتهر عام 2014 ببطولة مسلسل الدراما القانونية لهيئة الإذاعة الأمريكية «كيف تفلت مع جريمة قتل» بدور كونور والش.

## نشأته
ولد جان ونشأ في آن آربر، ميشيغان من أم تعمل كأخصائية نطق، وأبٍ دكتور. بدأ جاك التمثيل منذ ارتياده لمدرسة هورن الثانوية. في عام 2011، تخرّج فالاهي من مدرسة تيش العليا للفنون بجامعة نيويورك بشهادة بكالوريوس الفنون الجميلة في الدراما حيث درس التمثيل وأداها في عدد من الإنتاجات، ضمت الحب مجهود ضائع، حلم ليلة منتصف الصيف، و‌المسرحية الموسيقية الشركة لستيفن سونديم. أول دور تمثيلي قام به للشاشة كان في سنة 2012 كضيف بمسلسل الويب الكوميدي العروض فقط. وفي ذات العام أدى دورًا رئيسي في الفلم القصير المسمى سفعة شمس. كما درس التمثيل في حلقة المسرح العالمي التدريبية في أمستردام.

## سيرة مهنية
فالاهي ظهر للمرة الأولى على التلفزيون سنة 2013، كضيف بمسلسل المراهقين الكوميدي الدرامي يوميات كاري على شبكة سي دبليو التلفزيونية، ولاحقًا ظهر في المسلسل القصير أيرونسايد لإن بي سي. مثل فالاهي أمام كل من هالي لو ريتشاردسون، وماري ماكورماك في فيلم شبكة لايف تايم التلفزيونية الهروب من الزوجات، الذي عُرض في 24 أغسطس 2013. لاحقًا، امتلك فالاهي أدوار في عدد من الأفلام المستقلة، شملت: صياد، دم وظرف، ومُنزلق. في سنة 2014، ظهر في فِلم الإثارة والتشويق «غضب» أمام أوبري بيبلز، و‌نيكولاس كيج. وفي نفس العام أدى جاك دورًا متكرر كـ«تشارلي ماكبرايد» في مسلسل المراهقين لقناة أي بي سي للعائلة تويستيد.
في 12 فبراير 2014، ضم فالاهي إلى طاقم عمل مسلسل هيئة الإذاعة الأمريكية كيف تفر مع جريمة قتل بدور منتظم بالمسلسل الذي أنتجته شوندا رايمز. المسلسل من بطولة فيولا ديفيس بدور أستاذة قانون، فالاهي يلعب دور كونور والش واحد من 5 طلاب رئيسيين، إلى جوار أجا نعومي كينغ، ألفريد اينوك، مات مكجوري، و‌كارلا سوزا. بدأ عرض المسلسل في 25 سبتمبر 2014، بمراجعات إيجابية عمومًا من النقّاد مع عدد مشاهدة هائل فاق 14 مليون.
شارك جاك في بطولة الفلم الكوميدي الدرامي «ليلي وكات» بدور هنري، مع جيسيكا روث، ونجمة مسلسل بشرات الممثلة هانا موراي، عام 2015.

## فيلموغرافيا

### أفلام
| السنة | العنوان                | الدور        | ملاحظات      |
| ----- | ---------------------- | ------------ | ------------ |
| 2012  | سفعة شمس               | كيفن         | فِلم قصير     |
| 2013  | حياة حرم الجامعة       | إليوت        |              |
| 2013  | صياد                   | غافن         |              |
| 2013  | الهروب من الزوجات      | رايدر        | فلم تلفزيوني |
| 2014  | غيظ (فيلم 2014)        | إيفان        |              |
| 2014  | دم وحالة               | داني ستايبلر |              |
| 2014  | منزلق                  | باركر بيرس   |              |
| 2015  | موقد اللحام            | مايكل فاردي  |              |
| 2015  | مشروع آري غولد بلا اسم | جيمي         |              |
| 2015  | ليلي وكات              | هنري         |              |
| 2016  | ملاكم ورقي             | ليو          |              |

### تلفزيون
| السنة         | العنوان                | الدور            | ملاحظات                 |
| ------------- | ---------------------- | ---------------- | ----------------------- |
| 2012          | الطلبات فقط            | طالب             | حلقة "الترابط المتزايد" |
| 2013          | يوميات كاري            | كولن             | حلقة "صه، صه!"          |
| 2013          | آيرونسايد              | سكوت دولان       | حلقة "أجندة مخفية"      |
| 2013          | الهروب من تعدد الزوجات | رايدر            | فِلم تلفزيوني            |
| 2014          | ملفوف                  | تشارلي ماكبرد    | 8 حلقات                 |
| 2014-حتى الآن | كيف تفلت بجريمة قتل    | كورنر والش       | 45 حلقة                 |
| 2016-2017     | شارع الرحمة            | فرانك سترينغفيلو | 7 حلقات                 |

## روابط خارجية
- جاك فالاهي على موقع IMDb (الإنجليزية)
- جاك فالاهي على موقع ألو سيني (الفرنسية)
- جاك فالاهي على موقع أول موفي (الإنجليزية)
- جاك فالاهي على موقع قاعدة بيانات الفيلم (الإنجليزية)
- جاك فالاهي على موقع كينوبويسك (الروسية)